# Heroes of Might and Magic II
Heroes of Might and Magic II: The Succeession Wars é um jogo de Estratégia por turnos desenvolvido pela New World Computing e publicado em 1996 pela 3DO Company. É o segundo jogo da série Heroes of Might and Magic. Heroes II foi eleito o sexto melhor jogo pela PC Gamer em 1997.
Uma expansão foi lançada para o jogo intitulada Heroes of Might and Magic II: The Price of Loyalty em 1997. Mais tarde a 3DO lançou os dois jogos em um pacote intitulado Heroes of Might and Magic II Gold.

## Jogabilidade
Heroes II introduziu diversos novos recursos que desde então se tornaram padrão para a série. O primeiro entre eles é a capacidade de heróis para ganhar habilidades especiais. Cada herói pode possuir até oito diferentes habilidades de catorze disponíveis. Uma vez adquirida, é uma habilidade que pode ser desenvolvida do básico ao avançado e níveis Expert. Por exemplo, a habilidade de sabedoria permite um herói para aprender magias de nível 3 e superior, enquanto a de logística aumenta o movimento do herói sobre a terra. Em Heroes I, os heróis tinham uma habilidade especial única fixada de acordo com sua classe.
O sistema de magia foi mudado em Heroes II. Heroes I tinha usado um sistema de memorização em que cada um feitiço poderia ser lançado um determinado número de vezes antes de ser esgotado. Heroes II usa um sistema de pontos mágicos que permite que o jogador utulizar o feitiço conforme necessário, porém os feitiços custavam um determinado número de pontos, de acordo com seu nível.

### Tipos de Castelo
Os Knights, Bárbaros, Warlocks e Sorceress retornam de Heroes I e dois novos alinhamentos de cidades foram adicionadas, a cidade dos magos e necromantes. Dos seis alinhamentos, Knights, Sorceress e Wizard são do "bem", enquanto Bárbaro, Necromantes e Warlock são do "mal".
- O castelo dos cavaleiros apresenta os exércitos de seres humanos. Heróis cavaleiros concentram habilidades defensivas no jogo.
- O castelo dos bárbaros é um reduto de exércitos selvagens. Heróis bárbaros concentram maior habilidade em ataque.
- O castelo Wizard é um paraíso para os seres mágicos. Magos tendem a dividir sua atenção entre o conhecimento e o poder mágico.
- O castelo necromancer é uma cidade dos mortos. Mortos-vivos em exércitos mistos têm um efeito negativo sobre o moral de outras unidades. Mortos-vivos em si não são afetados pela moral. Heróis necromantes tendem a dividir sua atenção entre o conhecimento e o poder mágico.
- O castelo Warlock é um lar de monstros selvagens e misteriosos. Herois Warlocks são sempre homens e tendem a ter maior poder mágico.

Há ainda um castelo neutro, com medusas e quatro tipos de elementais.

## História
O final de Heroes I resulta na vitória do Senhor Morglin Ironfist. Nos anos seguintes, ele conseguiu unificar o continente de Enroth e garantiu o seu governo como rei. Após a morte do rei, seus dois filhos, Archibald e Roland, disputam a coroa. Archibald orquestra uma série de eventos que levam ao exílio de Roland. Archibald é então, o novo rei, enquanto Roland organiza uma resistência. Cada alinhamento é representado por uma das duas campanhas do jogo. A Campanha Archibald tem características dos três alinhamentos do "mal", enquanto a campanha de Roland tem características dos três alinhamentos do "bem".
Com Archibald vitorioso, a rebelião de Roland é esmagada, e Roland é preso no castelo Ironfist, deixando Archibald o governante incontestável de Enroth. O final canônico, no entanto, resulta em uma vitória de Roland, com Archibald sendo transformado em pedra pelo mago de Roland, Tanir. Este evento é referenciado posteriormente Might and Magic VI: The Mandate of Heaven, com Archibald finalmente libertado do feitiço.

## Expansão
The Price of Loyalty é a expansão de Heroes II, foi lançada em 1997. O desenvolvimento da expansão foi feito pela Cyberlore Studios. A expansão adiciona quatro novas campanhas, novos artefatos, novas criaturas, novos mapas, novos edifícios de mapas e um editor de mapas melhorado. A expansão também adicionou uma nova estrutura para a facção necromante - o santuário, que aumenta a capacidade dos necromantes para ressuscitar os mortos.
The Price of Loyalty não foi lançado para Mac, nem em Heroes II Gold.

## Recepção
Heroes of Might and Magic II foi muito bem recebido pela crítica, recebendo nota 8.2 do site Gamespot. The Price of Loyalty também teve boa recepção pela crítica, recebendo nota 87 do site PC Zone UK. O jogo vendeu muito bem, recebendo prêmios de crítica também.